# Portobugten
Portobugten er en bugt i Middelhavet på nordvestlige del af den franske ø Korsika. Sammen med den tilgrænsende Girolatabugten omgiver den Scandolahalvøen, som udgør den ene del af Scandola Naturreservat. Området har siden 1983 været et verdensarvsområde. Pianakløfterne syd for bugten blev tilføjet til verdensarvsområdet i 1996.
Landskabet er præget af vulkanske bjergarter. 
Bugten udgør den sydlige del af Parc naturel régional de Corse. Verdensarvsområdet har skiftet navn to gange siden det blev etableret i 1983. Først «Cape Girolata, Cape Porto and Scandola Nature Reserve», derefter fra 1996 «Cape Girolata, Cape Porto, Scandola Nature Reserve, and the Piana Calanches in Corsica» og fra 2006 det nuværende «Gulf of Porto: Calanche of Piana, Gulf of Girolata, Scandola Reserve». Det meste af verdensarvsområdet ligger i departementet Corse-du-Sud, men en lille del ligger i den nordlige del af  Korsikas to departementer:Haute-Corse.

## kilder og henvisninger
1. ↑  Om verdensarvsstedet på whc.unesco.org

42°17′N 8°36′Ø / 42.28°N 8.6°Ø